# 로그마드

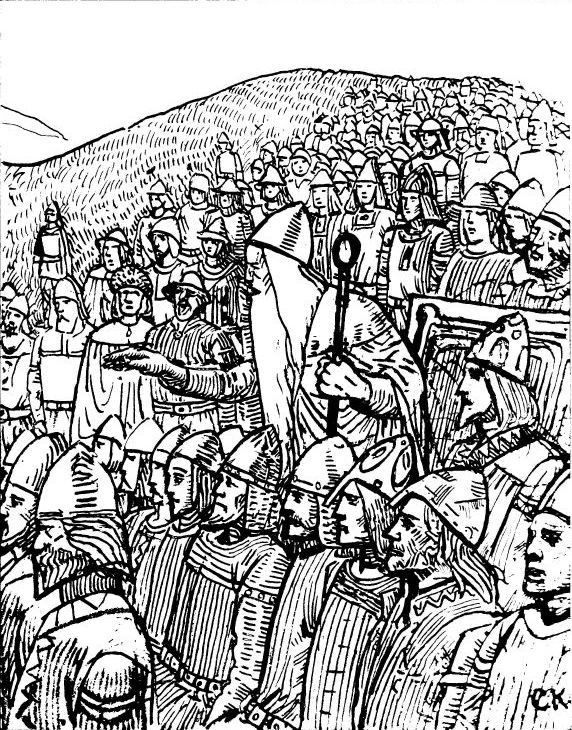
1018년 감라웁살라에서 스웨덴의 국왕 올로프 솃코눙에게 노르웨이의 국왕 올라프 하랄드손과 평화를 맺고 딸을 올라프에게 시집보내라고 압박하는 토르그뉘르 로그마드.

로그마드(고대 노르드어: lǫgmaðr, 아이슬란드어: lögmaður, 스웨덴어: lagman, 덴마크어: lagmand, 노르웨이어: lagmann, 페로어: løgmaður, 핀란드어: laamanni, 영어: lawspeaker)는 스칸디나비아 특유의 공직이다. 게르만족의 구전 전통에서 비롯된 것으로서, 법을 외우고 있는 현명한 이에게 필요할 때 법을 읊도록 하는 것에서 유래했다. 그러나 이것이 공직으로서 존재한 것은 스칸디나비아 특유의 일이다. 유명한 로그마드로는 아이슬란드의 스노리 스투를루손과 토르그뉘르 로그마드가 있다.